# حبسة التسمية
حبسة التسمية (تعرف كذلك باسم فقد التسمية، والحبسة الاسمية، وحبسة فقد الذاكرة) هي نوع طفيف، وطلق من الحبسة يفشل فيها الفرد في استرجاع الكلمات ولا يستطيع التعبير عن الكلمات التي يريد قولها (بالأخص الأسماء والأفعال). فقد التسمية هو خلل في اللغة التعبيرية. الخلل الأكثر انتشارا في الحبسات هو فقد التسمية. حيث يوجد بعض الفقد في القدرة على التسمية في كل الحبسات. الأشخاص المصابون بالحبسة الذين يظهر لديهم فقد التسمية يمكن أحيانا أن يصفوا شيئًا ما بالتفصيل مع استخدام حركات اليد لوصف كيفية استخدام الشئ ولكن يعجزون عن إيجاد الكلمة المناسبة لتسميته.

## نظرة عامة
حبسة التسمية هي نوع من الحبسة يتميز بمشاكل في استرجاع الكلمات، والأسماء، والأرقام. يكون الحديث طليقًا واللغة المستقبَلة سليمة في الشخص المصاب بحبسة التسمية. يستخدم المرضى أحيانا الإطناب لتجنب اسم لا يستطيعون استرجاعه أو للتعبير عن كلمة ما لا يستطيعون تذكرها. أحيانا يستطيع المريض استرجاع الاسم عند إعطائه إشارات أو دلالات. بالإضافة لذلك، يستطيع المرضى الحديث بقواعد لغوية صحيحة، أما المشكلة الرئيسية فتكمن في إيجاد الكلمة المناسبة للتعرف على شخص أو شيء.
أحيانا قد يعرف المرضى وظيفة الشيء، دون القدرة على تسميته. على سبيل المثال، إذا تم عرض برتقالة على المريض وتم سؤاله عن اسمها، قد يكون الشخص على وعي تام بأنها يمكن تقشيرها وأكلها، مع وصف تلك العمليات بالكلمات أو الأفعال – مع ذلك، لا يستطيع المريض استرجاع كلمة «برتقالة» كاسم لهذا الشيء. أحيانا، حين يكون المصاب بتلك المشكلة متعدد اللغات، قد يرتبك في اللغة التي يتحدث بها في محاولة العثور على الكلمة المناسبة (تناوب لغوي غير متعمد).

## الأنواع
توجد 3 أنواع رئيسية من حبسة التسمية أو فقد التسمية:
- فقد تسمية اختيار الكلمة يحدث حين يعرف المريض كيفية استخدام شيء ما ويستطيع اختيار ذلك الشيء من بين مجموعة من الأشياء، ولكن يعجز عن تسميته رغم ذلك. قد يُظهر بعض مرضى فقد تسمية اختيار الكلمة ضعف في تسمية أنواع معينة من الأشياء، مثل الحيوانات، أو الألوان.[5] في فقد تسمية الألوان، يستطيع المريض التمييز بين الألوان لكنه لا يستطيع التعرف عليهم بالاسم، أو تسمية لون الشيء.[6] يستطيع المرضى تقسيم الألوان إلى فئات، لكن لا يستطيعون تسميتهم.
- فقد تسمية الدلالات هو اضطراب تُفقد فيه معاني الكلمات. في مرضى ذلك النوع، يوجد في خلل في التسمية مصحوبًا بخلل في التعرف. بالتالي، على عكس مرضى النوع السابق، لا يستطيع مرضى فقد دلالات الألفاظ اختيار الشيء الصحيح من بين مجموعة من الأشياء، حتى لو تمت تسمية هذا الشيء لهم.
- فقد التسمية الانفصالي تنتج عن انقطاع الاتصالات بين القشرة الحسية وقشرة اللغة. قد يُظهر مرضى ذلك النوع فقد تسمية لنمط محدد، حيث تكون فقد التسمية محدودة على نمط حسي محدد، مثل السمع. على سبيل المثال، مريض قادر بشكل كامل على تسمية شيء ما عند تقديمه له بأنماط حسية معينة كالسمع أو اللمس، قد يكون غير قادر على تسمية نفس الشيء عند رؤيته فقط. بالتالي، في مثل تلك الحالة ينشأ فقد التسمية لدى المريض كنتيجة لفقدان الاتصال بين قشرته البصرية وقشرة اللغة.
قد يظهر في مرضى فقد التسمية الانفصالي ما يسمى بـ فقد التسمية الثفني، وفيه يحدث تلف في الجسم الثفني يمنع المعلومات الحسية من الانتقال بين نصفي المخ. من ثم، حين لا تستطيع المعلومات الحسية الوصول لنصف المخ المهيمن على اللغة (عادة ما يكون النصف الأيسر في أغلب البشر)، ينتج فقد في التسمية. على سبيل المثال، إذا أمسك مريض مصاب بذلك النوع من فقد التسمية الانفصالي بشيء ما في يده اليسرى، سيتم إرسال المعلومات الجسدية الحسية بشأن هذا الشيء لنصف المخ الأيمن، ولكنها لن تصل لنصف المخ الأيسر بسبب إصابة الجسم الثفني. في ذلك المثال، لن يواجه المريض مشكلة في التسمية عند حمل الشيء في اليد اليمنى.

## الأسباب
يمكن أن تكون حبسة التسمية وراثية أو ناتجة عن تلف أجزاء مختلفة من الفص الجداري أو الفص الصدغي للمخ نتيجة حادث أو سكتة أو ورم دماغي.
رغم أن الأسباب الرئيسية ليست معروفة بشكل محدد، وجد العديد من الباحثين عوامل مساهمة في حبسة التسمية. من المعروف أن الأشخاص المصابين بتلف في النصف الأيسر للمخ هم أكثر عرضة لحدوث حبسة التسمية. منطقة بروكا، مركز إنتاج الكلام في المخ، ارتبط بكونه مصدر  مشكلات تنفيذ الكلام، مع استخدام تصوير بالرنين المغناطيسي الوظيفي الذي يستخدم الآن بشكل شائع لدراسة مرضى حبسة التسمية. يؤمن خبراء آخرون أن إصابة منطقة فيرنيك، وهي منطقة فهم الكلام في المخ، ترتبط بفقد التسمية لأن المرضى لا يستطيعون فهم الكلمات التي يسمعونها.
رغم أن العديد من الخبراء يؤمنون أن إصابة منطقة بروكا أو منطقة فيرنيك هي الأسباب الرئيسية لفقد التسمية، تُظهر الدراسات الحالية أن إصابة الفص الجداري الأيسر هي البؤرة الرئيسية لحبسة التسمية. تم إجراء دراسة باستخدام اختبار تكرار الكلمات بالإضافة إلى التصوير بالرنين المغناطيسي الوظيفي لرؤية أعلى مستوى من النشاط وموقع الإصابة في نسيج المخ. رأى فريدريكسون وآخرون أن إصابة منطقة بروكا أو منطقة فيرنيك لم تكن المصدر الوحيد لفقد التسمية في أولئك المرضى. بالتالي، فإن النموذج الأصلي لفقد التسمية، الذي افترض أن الإصابة تحدث في سطح المخ في المادة الرمادية اتضح أنه غير صحيح، ووُجد أن الإصابة تحدث في المادة البيضاء في عمق المخ في النصف الأيسر. بشكل أكثر تحديدا، كان التلف في جزء من المسار العصبي يسمى الحزمة المقوسة، والتي من غير المعلوم آلية عملها، رغم أنه من المعروف أنها توصل مؤخرة المخ بمقدمته والعكس.
أزهرت البيانات الجديدة أنه رغم أن الوظيفة الرئيسية للحزم المقوسة لا تتضمن توصيل منطقة بروكا ومنطقة فيرنيك، إلا أن إصابة المسار يسبب مشاكل في الحديث لأن مناطق فهم الحديث وإنتاج الحديث يتم توصيلهم بذلك المسار. وجدت بعض الدراسات أنه في الأشخاص الذين يستخدمون اليد اليمنى يقع مركز اللغة في النصف الأيسر بنسبة 99%، لذلك فإن حبسة التسمية تحدث بشكل شبه حصري في إصابة النصف الأيسر. وفي الأشخاص الذين يستخدمون النصف الأيسر يقع مركز اللغة في النصف الأيسر في حوالي 60% من الأشخاص، وبالتالي قد تحدث حبسة التسمية في حالة إصابة النصف الأيمن من المخ.[بحاجة لمصدر]

## التشخيص
أفضل طريقة لمعرفة إذا ما حدثت حبسة التسمية أم لا هو عن طريق استخدام الاختبارات الشفهية إلى جانب التصوير. استخدام اختبارين يبدو الأكثر فعالية، لأن إجراء أي منهما بمفرده قد يعطي نتائج خاطئة. على سبيل المثال، يستخدم الاختبار الشفهي لرؤية إذا كان هناك اضطراب في الكلام، وإذا ما كانت المشكلة في فهم أم في إنتاج الكلام. يملك مرضى ألزهايمر مشاكل في الحديث ترتبط بالخرف أو الحبسة المترقية الأولية التي قد تشمل فقد التسمية. اختبار التصوير، يتم غالبا باستخدام التصوير بالرنين المغناطيسي يعد مثالي لرؤية الإصابة أو متابعة التدهور في المخ. مع ذلك، لا يمكن للتصوير تشخيص فقد التسمية بمفرده لأن الإصابات قد لا تكون عميقة بما يكفي لإصابة المادة البيضاء أو الحزمة المقوسة. على أي حال، من الصعب جدا ربط حبسة التسمية مع موقع إصابة محدد في الدماغ. بالتالي، المزج بين اختبارات الحديث والتصوير لها النسبة الأعلى من الحساسية والنوعية.
من المهم إجراء اختبار سمع أولًا في حال كان المريض لا يسمع بوضوح الكلمات أو الجمل المطلوبة في اختبار تكرار الكلام. في اختبارات الحديث، يُطلب من الشخص تكرار جملة ذات كلمات شائعة، إذا لم يستطع الشخص التعرف على الكلمات لكن يستطيع وصفها فهناك احتمال كبير أن يكون مصاب بحبسة التسمية. مع ذلك، من أجل التأكد التام، يتم إجراء الاختبار بينما يخضع المريض لاختبار التصوير بالرنين المغناطيسي الوظيفي ويتم تحديد المواقع الدقيقة للإصابة والمناطق التي ينشطها الحديث. توجد خيارات أبسط وأرخص، لذلك فإن اختبارت تكرار الكلام مع تحديد موقع الإصابة خي الطريقة الرئيسية لتشخيص حبسة التسمية.

## العلاج
لا توجد طريقة متاحة لعلاج حبسة التسمية نهائيا. مع ذلك، توجد بعض العادات التي تساعد على تحسين مهارات إيجاد الكلمة المناسبة.
رغم أن مريض فقد التسمية قد يجد صعوبة في استرجاع أنواع عديدة من الكلمات مثل الأسماء الشائعة، والأسماء المناسبة، والأفعال، إلخ. فقد أظهرت العديد من الدراسات أن علاج تلك الكلمات أو الأسماء أظهر نتائج مبشرة في أبحاث إعادة التأهيل. يتضمن العلاج مساعدات بصرية، كالصور، ويُطلب من المريض التعرف على الشيء أو النشاط. مع ذلك، إذا لم يكن هذا ممكنًا، يتم عرض نفس الصورة على المريض محاطة بكلمات متعلقة بالشيء أو النشاط. خلال العملية، يتم توفير تشجيع إيجابي. يُظهر العلاج زيادة في إيجاد الكلمات خلال العلاج، مع ذلك، يقل التعرف على الكلمات بعد أسبوعين من فترة إعادة التأهيل. بالتالي، يتضح أن إعادة التأهيل تحتاج لأن تكون مستمرة لكي تتحسن قدرات إيجاد الكلمات. تظهر الدراسات أن الأفعال أصعب من حيث الاسترجاع أو التكرار، حتى مع إعادة التأهيل.
طرق أخرى لعلاج حبسة التسمية تشمل علاج التسمية عن طريق الإطناب، والذي يستخدم فيه المريض الإطناب لمساعدته على التسمية عوضا عن الطلب منه تسمية العنصر الموجود في الصورة. تقترح النتائج أن المريض يبلي بشكل جيد في تسمية الأشياء بشكل مناسب أثناء تلقي العلاج لأن علاج التسمية عن طريق الإطناب يقوي الرابط الضعيف بين المعاني والأصوات الكلامية في مرضى حبسة التسمية.
غالبا ما تكون حبسة التسمية متحدية أو متطلبة لعائلات وأصدقاء المرضى. أحد الطرق للتغلب على ذلك هي نماذج العلاج القائمة على الكمبيوتر، والتي تكون فعالة بالأخص عند استخدامها مع العلاج السريري. وفر ليمان وآخرون جلسات علاج بمساعدة الكمبيوتر لمرضي فقد التسمية، إلى جانب جلسات العلاج التقليدية باستخدام قائمة كلمات العلاج. تلقى بعض المرضى ليفودوبا المعروف بأنه يساعد على تخفيف الأعراض بينما تلقى البعض الآخر علاج وهمي. وجد الباحثون أن الدواء لم تكن له تأثيرات مهمة على التحسن مع قوائم العلاج، لكن جميع المرضى تحسنوا بعد جلسات العلاج مساعدة الكمبيوتر، وتوصلوا لأن هذا الشكل من العلاج فعال في زيادة قدرات التسمية لدى مرضى حبسة التسمية.
بالإضافة لذلك، بحثت إحدى الدراسات في تأثيرات استخدام التنبيه الاستثاري بالتيار المباشر عبر الجمجمة على القشرة المخية في المنطقة الصدغية - الجدارية، وهي منطقة المخ التي ترتبط باللغة. ظهر أن التحفيز الكهربي عزز من نتائج تدريب اللغة في مرضى الحبسة المزمنة.

## القطاعات المتأثرة
تعاني العديد من القطاعات المختلفة من البشر من فقد التسمية. على سبيل المثال، المرضى الصم الذين أصيبوا بسكتة قد يظهر عليهم أخطاء في المعاني أو في الكلمات، فيما يشبه كثيرا مرضى فقد التسمية. أطلق الباحثون اسم فقد تسمية الإشارة على هذا النوع الفرعي.
المرضى متعددي اللغة يعانون عادة من فقد التسمية بدرجة أكبر في واحدة فقط من لغاتهم. مع ذلك، توجد أدلة متصارعة حول أي لغة تتأثر أكثر، اللغة الأولى أم الثانية.
أشارات الأبحاث عن الأطفال المصابين بفقد التسمية أن الأطفال الذين يتلقون العلاج، في الأغلب، يستطيعون العودة للقدرات اللغوية الطبيعية، بمساعدة اللدونة العصبية. على أي حال، تظهر الأبحاث على الأطفال المصابين بحبسة التسمية بسبب إصابة الرأس أنه حتى بعد مرور عديد السنوات بعد الإصابة، لا يزال يمكن ملاحظة بعض النقص في استرجاع الكلمات. هذه الأعراض المتبقية يمكن أن تسبب صعوبات أكاديمية لاحقًا.

## المرضى
قد يكون هذا المرض محبط بشدة للأشخاص المصابون به وغير المصابون به. رغم أن مريض حبسة التسمية قد يعلم الكلمة المحددة، إلا أنه قد يعجز عن استرجاعها وهو ما يجعل الأمر صعب للغاية لكل من في المحادثة. التعزيزات الإيجابية تكون مفيدة.
رغم أنه لا يوجد حالات أدبية كثيرة حول حبسة التسمية، توجد العديد من الكتب غير الحيالية حول العيش مع الحبسة. أحد هذه الكتب هو كتاب الرجل الذي فقد لغته لشيلا هيل. وهي قصة زوج شيلا هيل، جون هيل، وهو عالم عانى من سكتة وفقد القدرة على تكوين الكلام. في كتابها، تشرح شيلا هيل الأعراض والآليات التي تكمن خلف الحبسة وتكوين الكلام، وتضيف العناصر العاطفية بشأن التعامل مع شخص مصاب بالحبسة وكيفية الصبر مع الحديث والتواصل.

## روابط خارجية
- J. Fridrikkson website